# HD205087
HD205087 — хімічно пекулярна зоря спектрального класу A0, що має видиму зоряну величину в смузі V приблизно  6,7.
Вона  розташована на відстані близько 607,4 світлових років від Сонця.

## Фізичні характеристики
Зоря HD205087 обертається 
порівняно повільно 
навколо своєї осі. Проєкція її екваторіальної швидкості на промінь зору становить  Vsin(i)= 23км/сек.

## Пекулярний хімічний склад
Зоряна атмосфера HD205087 має підвищений вміст 
Si
.

## Магнітне поле
Спектр даної зорі вказує на наявність магнітного поля у її зоряній атмосфері.
Напруженість повздовжної компоненти поля оціненої з аналізу
наявних ліній металів
становить  644,8± 523,3 Гаус.